# Тиран-крихітка білолобий
Тиран-крихітка білолобий (Phyllomyias zeledoni) — вид горобцеподібних птахів родини тиранових (Tyrannidae). Мешкає в Центральній і Південній Америці. Раніше вважався конспецифічним з сірощоким тираном-крихіткою. Вид названий на честь костариканського орнітолога Хосе Кастуло Зеледона.

## Підвиди
Виділяють п'ять підвидів:
- P. z. zeledoni (Lawrence, 1869) — гори Коста-Рики і західної Панами;
- P. z. leucogonys (Sclater, PL & Salvin, 1871) — Східний хребет Анд в Колумбії, Еквадорі і на північному сході Перу;
- P. z. wetmorei (Aveledo & Pons, 1953) — Сьєрра-Невада-де-Санта-Марта Сьєрра-де-Періха (північно-східна Колумбія і північно-західна Венесуела);
- P. z. viridiceps (Zimmer, JT & Phelps, 1944) — Прибережний хребет Анд на півночі Венесуели (від Карабобо до Міранди);
- P. z. bunites (Wetmore & Phelps Jr, 1956) — тепуї Чіманта на південному сході Венесуели (південно-східний Болівар).

## Поширення і екологія
Білолобі тирани-крихітки мешкають в Коста-Риці, Панамі, Колумбії, Еквадорі, Перу і Венесуелі. Вони живуть у вологих гірських і рівнинних тропічних лісах та на узліссях. Зустрічаються на висоті від 475 до 1850 м над рівнем моря. Живляться безхребетними і дрібними плодами, шукають їжу в середньому і верхньому ярусах лісу.